# 132 км (зупинний пункт, Дніпровська дирекція Придніпровської залізниці)
132 кіломе́тр — пасажирська зупинна залізнична платформа Дніпровської дирекції Придніпровської залізниці на лінії Новомосковськ-Дніпровський — Павлоград I.
Платформа розташована між с. Червона Долина та Булахівка Павлоградського району Дніпропетровської області між станціями Мінеральна (6 км) та Павлоград I (20 км).
На платформі зупиняються електропоїзди.